# Sofia Coppola

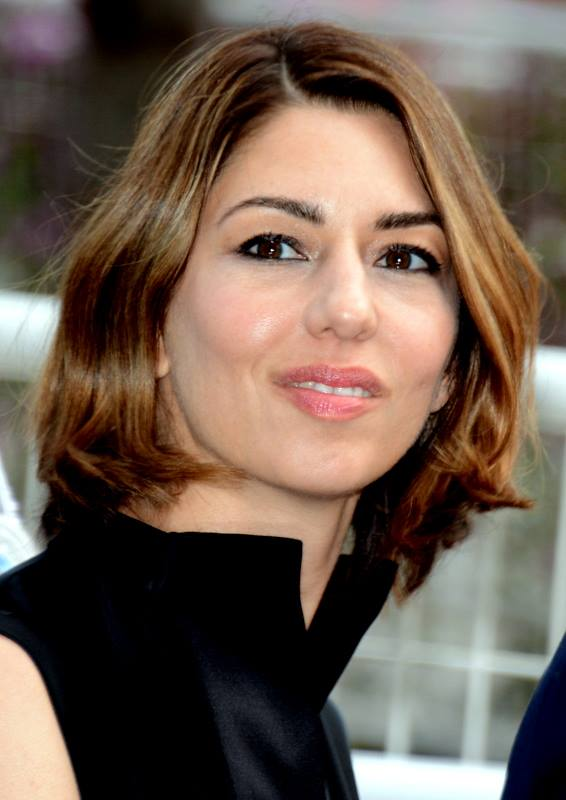
Coppola in Cannes 2014

Sofia Carmina Coppola (* 14. Mai 1971 in New York) ist eine US-amerikanische Regisseurin, Drehbuchautorin und Schauspielerin. Für das Drehbuch zu ihrem Film Lost in Translation erhielt sie 2004 den Oscar für das Beste Originaldrehbuch.

## Leben
Sofia Coppola ist die Tochter der Filmemacher Francis Ford Coppola und Eleanor Coppola, die Schwester von Roman Coppola und die Cousine des Schauspielers Nicolas Cage. Im Film Der Pate ihres Vaters hatte sie als zehn Wochen altes Baby ihren ersten Filmauftritt und bekam achtzehn Jahre später im dritten Teil der Trilogie eine bedeutende Nebenrolle als Tochter des Don Corleone, nachdem Winona Ryder wegen Krankheit ausgeschieden war. Für diese Darstellung erhielt sie vernichtende Kritiken sowie zwei Goldene Himbeeren als Schlechteste Nebendarstellerin und Schlechtester Newcomer. Infolgedessen beendete sie ihre Schauspielkarriere. Eine Ausnahme hiervon stellt ihre Rolle als Kunstturnerin im Musikvideo zum Song Elektrobank von The Chemical Brothers aus dem Jahr 1997 dar.
Nach dem Studium der Malerei und Fotografie gründete sie in Japan das Mode-Unternehmen MilkFed. Auf diese Zeit ist auch die spätere Entstehung ihres Films Lost in Translation zurückzuführen. Fünf Jahre nach der Drehbucharbeit an Leben ohne Zoe, der Episode ihres Vaters an den New Yorker Geschichten (1989), begann Coppola mit der Adaption des Jeffrey-Eugenides-Romans Die Selbstmord-Schwestern. Ihr Debütfilm The Virgin Suicides wurde bei den Filmfestspielen von Cannes 1999 vorgestellt und gewann internationale Filmpreise.
Ihr nächster Film Lost in Translation (2003) gewann den Oscar für das beste Originaldrehbuch und machte Coppola zu der ersten Amerikanerin, die für den Regie-Preis nominiert wurde (sie war überhaupt erst die dritte Frau in dieser Kategorie). Der internationale Filmhit erhielt außerdem mehrere Auszeichnungen bei den Golden Globes, den Independent Spirit Awards und den Filmfestspielen von Venedig. Coppolas dritte Regiearbeit Marie Antoinette wurde auf den Filmfestspielen von Cannes 2006 von einer von Frédéric Mitterrand geleiteten Jury aus sechs Lehrern, zwei Kinoexperten und zwei Filmstudenten mit dem nationalen Bildungspreis ausgezeichnet. Die Hauptrollen spielten Kirsten Dunst und Coppolas Cousin Jason Schwartzman.
In ihrem vierten Spielfilm Somewhere widmete sich Coppola 2010 dem „traurige(n) Alltag des Starkults“ und stellte einen berühmten Schauspieler (dargestellt von Stephen Dorff) in den Mittelpunkt, der von seiner elfjährigen Tochter (Elle Fanning) Besuch bekommt. Der Film wurde bei den 67. Filmfestspielen von Venedig mit dem Goldenen Löwen ausgezeichnet.
Nach siebenjähriger Beziehung mit Regisseur Spike Jonze heirateten die beiden am 26. Juni 1999. Die Ehe wurde 2003 geschieden, noch bevor Coppola eine Affäre mit Filmemacher Quentin Tarantino nachgesagt wurde. Seit 2005 lebt sie mit dem Franzosen Thomas Mars zusammen, Sänger der Band Phoenix. Sie hat ihn 1999 bei den Dreharbeiten zu ihrem Film The Virgin Suicides kennengelernt. Am 27. August 2011 heirateten Coppola und Mars im italienischen Dorf Bernalda. Das Paar hat zwei Töchter: Romy (* 28. November 2006 in Paris) und Cosima (* 18. Mai 2010).
2016 hatte sie im Rahmen des „Fashion Weekend 2016“ in der Oper Rom ihr Opernregiedebüt mit Verdis La Traviata. Die Kostüme der farbenprächtigen Inszenierung kamen aus dem Haus Valentino, das Bühnenbild entwarf der britische Setdesigner Nathan Crowley
2017 drehte Coppola den Historienthriller Die Verführten mit Nicole Kidman, Colin Farrell, Elle Fanning und Kirsten Dunst in den Hauptrollen. Der Film basiert auf dem Buch A Painted Devil von Thomas P. Cullinan, das bereits 1971 unter der Regie von Don Siegel unter dem Titel Betrogen verfilmt worden war. Die Verführten konkurrierte im Wettbewerb des 70. Filmfestivals von Cannes und brachte Coppola dort den Regiepreis ein.
Mit dem Biopic Priscilla basierend auf der Biografie Elvis and Me von Priscilla Presley und Sandra Harmon über die Beziehung von Priscilla und Elvis Presley wurde sie zu den Filmfestspielen von Venedig 2023 in den Wettbewerb um den Goldenen Löwen eingeladen.

## Filmografie

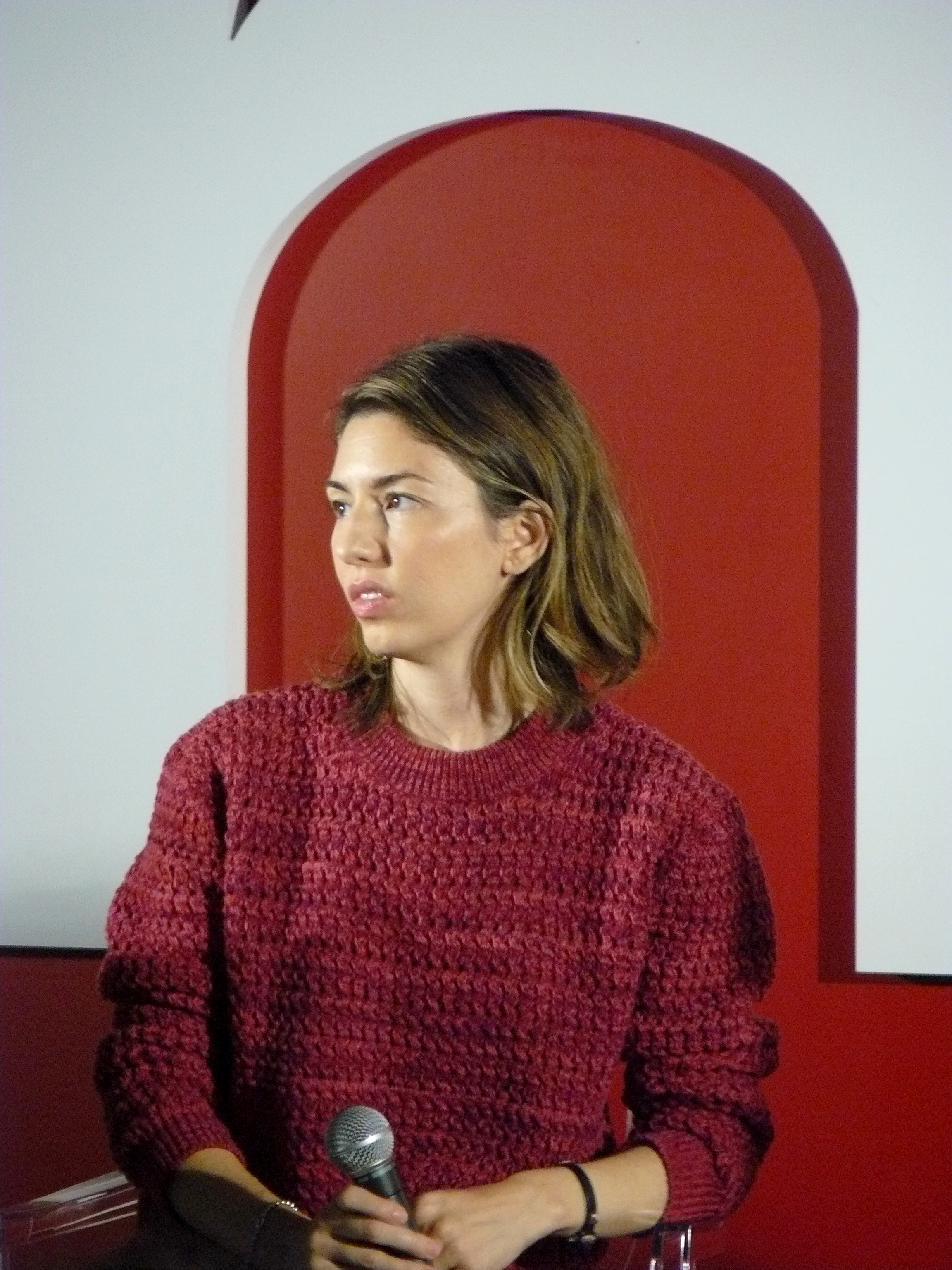
Sofia Coppola (2010)

### Drehbuchautorin und Regisseurin
- 1989: New Yorker Geschichten (New York Stories, nur Drehbuch, gemeinsam mit Francis Ford Coppola)
- 1998: Lick the Star (Kurzfilm)
- 1999: The Virgin Suicides
- 2003: Lost in Translation
- 2006: Marie Antoinette
- 2010: Somewhere
- 2013: The Bling Ring
- 2015: A Very Murray Christmas
- 2016: La Traviata (Oper), Regie
- 2017: Die Verführten (The Beguiled)
- 2020: On the Rocks
- 2023: Priscilla

### Musikvideos (Regie)
- 1993: Walt Mink – Shine
- 1996: The Flaming Lips – This Here Giraffe
- 2000: Air – Playground Love
- 2003: Kevin Shields – City Girl
- 2003: The White Stripes – I Just Don’t Know What to Do with Myself
- 2013: Phoenix – Chloroform

### Werbefilme (Regie)
- 2008: Miss Dior Chérie
- 2012: Marni for H&M

### Schauspielerin
- 1983: Die Outsider (The Outsiders)
- 1983: Rumble Fish
- 1984: Frankenweenie (Kurzfilm)
- 1984: Cotton Club (The Cotton Club)
- 1986: Peggy Sue hat geheiratet (Peggy Sue Got Married)
- 1987: Anna… Exil New York (Anna)
- 1990: Der Pate III (The Godfather Part III)
- 1992: Der ganz normale Wahnsinn (Inside Monkey Zetterland)
- 1997: Musikvideo: The Chemical Brothers – Elektrobank (Regie: Spike Jonze)
- 1999: Star Wars: Episode I – Die dunkle Bedrohung (Star Wars: Episode I – The Phantom Menace)
- 2001: CQ

## Auszeichnungen (Auswahl)
- 1991: Goldene Himbeere in den Kategorien Schlechteste Nebendarstellerin und Schlechtester Newcomer für Der Pate III
- 2004: Golden Globe Award in der Kategorie Bestes Drehbuch für Lost in Translation
- 2004: Oscar in der Kategorie Bestes Originaldrehbuch für Lost in Translation
- 2004: Chlotrudis Awards in der Kategorie Beste Regie für Lost in Translation
- 2010: Goldener Löwe der Internationalen Filmfestspiele von Venedig für Somewhere
- 2017: Regiepreis der Internationalen Filmfestspiele von Cannes für Die Verführten

## Publikationen
- Sofia Coppola: Sofia Coppola Archive: 1999–2023. Mack, London 2023, ISBN 978-1-915743-13-8 (englisch).[6]